# Greening Earth Society
La Greening Earth Society, aujourd'hui disparue, était un organisme de relations publiques rejetant, à des fins de lobbying, les effets du changement climatique et les effets de l'augmentation des niveaux de dioxyde de carbone. La société publiait le World Climate Report, un bulletin d’information édité par Patrick Michaels du Cato Institute.   
Association à but non lucratif créée par la Western Fuels Association, elle partageait un bureau et de nombreux membres du personnel avec cette dernière,. Financée par les lobbies de l’industrie du charbon et d'autres industriels, l'association comptait parmi ses employés des lobbyistes de Peabody Energy, une compagnie de l'industrie du charbon. 
Tout en étant généralement sceptique quant à l'impact du changement climatique, la Greening Earth Society a reconnu qu'un certain degré de réchauffement planétaire était réel. On trouve sur son site internet l'affirmation suivante : « Fait n° 1. Au cours des dernières décennies, le réchauffement planétaire a été d'environ 0,18 °C par décennie ».